# أسرى الحرب في الحرب العالمية الأولى

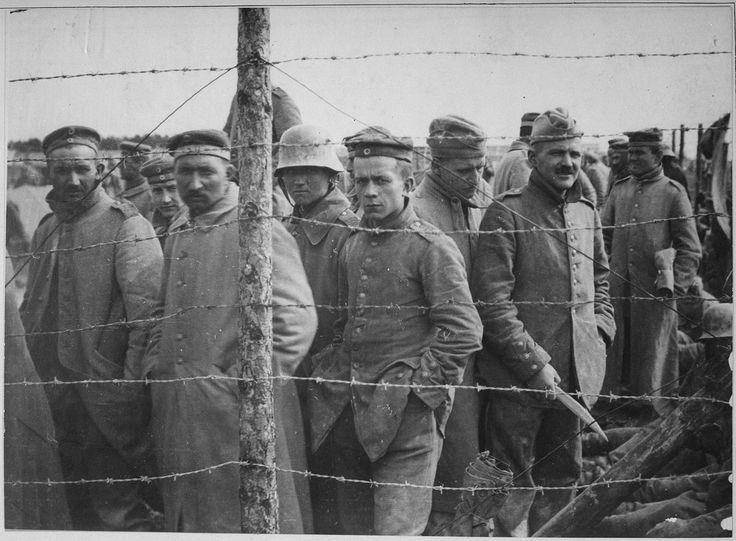
سجناء ألمان في معسكر سجن فرنسي خلال الجزء الأخير من الحرب

خلال الحرب العالمية الأولى، استسلم ما بين 7 و9 ملايين جندي، واحتُجزوا في معسكرات أسرى الحرب. وتوفي حوالي 10% منهم (حوالي 750,000) في الأسر.
في حين أُرسل أسرى الحلفاء من قوى المركز إلى ديارهم بسرعة في نهاية الأعمال العدائية النشطة، لم يتم منح نفس المعاملة لأسرى قوى المركز من الحلفاء، الذين خدم العديد منهم في العمل القسري، على سبيل المثال، في فرنسا حتى عام 1920.

## الإحصائيات الرئيسية
استسلم ما بين 6.6 إلى 9 ملايين جندي واحتجزوا في معسكرات أسرى الحرب أثناء الحرب العالمية الأولى.  
شكّلت خسائر روسيا (كنسبة من الأسرى أو الجرحى أو القتلى) ما نسبته 25-31% من الخسائر، بينما بلغت 32% في النمسا والمجر، و26% في إيطاليا، و12% في فرنسا، و9% في ألمانيا، و7% في بريطانيا. بلغ إجمالي أسرى جيوش الحلفاء حوالي 1.4 مليون جندي (باستثناء روسيا التي فقدت ما بين 2.5 و3.5 مليون جندي أسرى). أما من دول المحور، فقد أصبح حوالي 3.3 مليون جندي أسرى؛ استسلم معظمهم للروس. 
تعهدت جميع الدول باتباع اتفاقيات لاهاي بشأن المعاملة العادلة لأسرى الحرب، وكان معدل بقاء أسرى الحرب على قيد الحياة أعلى بكثير من معدل بقاء المقاتلين على الجبهة، وإن لم يكن دائمًا.  كان الجوع شائعًا بين السجناء والمدنيين على حد سواء. لم يعتبر دائمًا الجنود الذين استسلموا أسرى حرب، حيث تم إطلاق النار عليهم أحيانًا على يد الجيش السائد بدلاً من ذلك.   كانت الظروف أسوأ على طول الجبهة النمساوية الإيطالية، وكذلك في بلغاريا وروسيا ورومانيا والإمبراطورية العثمانية. 

### معدل الوفيات
تُعطى تقديرات معدل الوفيات الإجمالي (عدد السجناء الذين ماتوا أثناء الحرب) عادةً في نطاق 750,000  -751,000،  والذي يُبلغ عنه بدوره بنسبة تتراوح بين 8.7%  إلى 10%  من الإجمالي (اعتمادًا على تقديرات العدد الإجمالي لأسرى الحرب الذين تم أسرهم في هذا الصراع).
في العدد الإجمالي، شملت الوفيات 478,000 سجين نمساوي مجري، و122,000 ألماني، و38,963 فرنسيًا في ألمانيا.   توفي 411,000 سجين في روسيا (معظمهم من النمساويين المجريين)،  وأكثر من 100,000 سجين إيطالي من أصل 350,000 في النمسا والمجر. 
مات حوالي 8% من الروس الذين سجنتهم قوى المركز.  وقد تم تقدير معدل وفيات السجناء المحتجزين في ألمانيا بما يتراوح بين 3.5%  إلى 5%.    وفي النمسا، كان أعلى، عند 7%. 
تم تقدير معدل وفيات السجناء الألمان المحتجزين لدى الحلفاء بنسبة 12.4%.  تم تقدير معدل وفيات جميع السجناء المحتجزين في فرنسا بما بين 5.3% (لجميع أسرى الحرب)  إلى 9.4% (للألمان).  تم تقدير معدل الوفيات الإجمالي بين الأسرى في روسيا بنسبة 15-20%؛  تم تقديم تقديرات أكثر تحديدًا بنسبة 17.6%  و 37% من الألمان.  كما تباين معدل وفيات أسرى الحرب الألمان المحتجزين لدى حلفاء آخرين بشكل كبير، وتم الإبلاغ عن أنه يتراوح من 1.92% في الولايات المتحدة و 3.03% في المملكة المتحدة و 9.4% في فرنسا و 37% في روسيا و 39% في رومانيا. 
كان معدل الوفيات أعلى في الدول ذات البنية التحتية الأقل تطورًا ونقص الغذاء وتاريخ العداء بين المقاتلين.  ترجع هذه الاختلافات بشكل أساسي إلى الاختلافات في الظروف المادية ولكن أيضًا في متوسط مدة الأسر، القصيرة في الولايات المتحدة، والأطول في فرنسا حيث تم إطلاق سراح آخر السجناء في بداية عام 1920، وفي روسيا حيث استمرت عمليات الإعادة إلى الوطن التي أعاقتها الحرب الأهلية حتى عام 1922. يرجع معدل الوفيات المرتفع في روسيا بشكل أساسي إلى الظروف المناخية وعدم استعداد السلطات في مواجهة تدفق غير متوقع (نقص في أماكن الإقامة في بداية الحرب)، وليس إلى الرغبة في الاضطهاد،  ويرجع ذلك إلى سوء التغذية لدى السجناء الإيطاليين في النمسا المتضررة من نقص حاد في الغذاء بسبب رفض الحكومة الإيطالية إرسال الإغاثة. 

## ظروف المعيشة

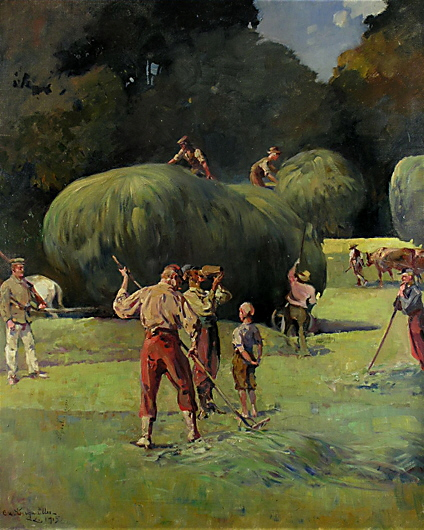
لوحة من عام 1915 تصور أسرى الحرب في ألمانيا وهم يحصدون القش

كانت ظروف معسكرات أسرى الحرب مرضية بشكل عام (وأفضل بكثير من ظروف الحرب العالمية الثانية)، وذلك بفضل جهود الصليب الأحمر الدولي وعمليات التفتيش التي قامت بها الدول المحايدة.
كانت الظروف في المعسكرات متفاوتة. فبينما كان من يعملون في الزراعة ينعمون بحياة كريمة، كانت أشكال أخرى من العمل تشكل خطرًا على أسرى الحرب، مثل حفر نفق روف قرب إيتانغ دو بير في فرنسا، وإزالة الألغام من ساحات المعارك في فرنسا عام 1919، والتي تُضاهي أعمال معسكرات العمل السوفييتية (الغولاغ) الروسية في موقع بناء خط السكة الحديد من بتروغراد إلى مورمانسك. إلا أن هذا الوضع المتطرف لم يكن نابعًا من رغبة عقابية، بل من سوء التنظيم وإهمال السلطات.  تنص المادة ٧ من اتفاقية لاهاي على "معاملة السجناء من حيث الغذاء والملابس والفراش بما يُعادل معاملة قوات الحكومة التي أسرتهم". في الواقع، كانت حصص السجناء مشروطة بإمدادات كل دولة. عانى أسرى دول المحور المتضررة من حصار الحلفاء (ألمانيا والنمسا والمجر) من الجوع مثل بقية السكان. استفاد السجناء الفرنسيون من مساعدات من عائلاتهم خففت من وطأة النقص. ابتداءً من يوليو 1916، قدّمت الحكومة الفرنسية، من خلال الصليب الأحمر، طرودًا جماعية من الخبز أسبوعيًا للأسرى الفرنسيين.  عانى الأسرى الروس، المحرومون من هذه المساعدة، بشكل خاص. في فرنسا والمملكة المتحدة، وهما دولتان لم تتأثرا كثيرًا بنقص الغذاء، ظلت حصص الأسرى أكثر إرضاءً على الرغم من إصابة الأسرى بالأوبئة والتيفوس والكوليرا، وخاصةً في بداية الحرب، وهي فترة من عدم الاستعداد للتدفق غير المتوقع إلى روسيا وألمانيا. لاحقًا، تحسنت الظروف الصحية. 

## أسرى الحرب حسب موقع المعسكر

### أسرى الحرب في كندا
وُجد أربعة وعشرون معسكرًا معروفًا لأسرى الحرب في جميع أنحاء كندا خلال الحرب العالمية الأولى. وكانت المجموعات العرقية التي اعتُقلت واحتُجزت في معسكرات الاعتقال من النمساويين المجريين (معظمهم من الأوكرانيين) والألمان. وكان معظم السجناء النمساويين المجريين من سكان كندا القادمين من أوكرانيا، وجزء من صربيا، وجمهورية التشيك، وسلوفاكيا. ولأن أوكرانيا، وجزء من صربيا، وجمهورية التشيك، وسلوفاكيا كانت آنذاك مقاطعات تابعة لإمبراطورية النمسا والمجر، فقد كان العديد منهم يحملون الجنسية النمساوية المجرية، وكانوا يُعتبرون أجانب أعداء مقيمين. على سبيل المثال، هاجر ويليام دوستوك إلى كندا عام 1910 من النمسا والمجر، ولم يكن قد حصل على الجنسية بعد، فاعتقل من عام 1915 إلى عام 1920 باعتباره أجنبيًا أعداء.

### أسرى الحرب في الإمبراطورية الألمانية
منذ بداية الحرب، واجهت السلطات الألمانية تدفقًا غير متوقع للأسرى. ففي سبتمبر 1914، أُسر 125,050 جنديًا فرنسيًا و94,000 جندي روسي. قبل عام 1915، كانت ظروف الاحتجاز في ألمانيا قاسية للغاية، واتسمت بالسكن المؤقت وغياب البنية التحتية. كان الأسرى ينامون في حظائر أو خيام، حيث كانوا يحفرون حفرًا للتدفئة. وأدت الحصون الرطبة التي استولت عليها القوات الألمانية لتكون أماكن احتجاز إلى العديد من حالات أمراض الرئة. كما استولت السلطات الألمانية على المدارس والحظائر ومختلف أنواع الملاجئ الأخرى. وأُنشئت المعسكرات في الريف، وكذلك بالقرب من المدن، مما كان له عواقب وخيمة عندما هددت أوبئة الكوليرا أو التيفوس بالانتشار إلى السكان المدنيين.
لم تكن جميع المعسكرات تقع على الأراضي الألمانية؛ بل بُني عدد منها في الأراضي المحتلة، ولا سيما في شمال وشرق فرنسا. بدأ تطويرها بدءًا من عام 1915 عندما وصل عدد السجناء المحتجزين في ألمانيا إلى 652,000. ووفقًا للتوجيهات الرسمية، كان على كل سجين استخدام 2.5 متر مربع. اختلطت المعسكرات بعدد كبير من الجنسيات التي تتشارك نفس الأماكن: تم العثور على سجناء فرنسيين وروس وبريطانيين وأمريكيين وكنديين وبلجيكيين وإيطاليين ورومانيين وصربيين ومونتينيغرو وبرتغاليين ويابانيين هناك، بالإضافة إلى يونانيين وبرازيليين. وبالمثل، احتك جنود من أصول اجتماعية مختلفة: كان من بين المحتجزين عمال وفلاحون وبيروقراطيون ومثقفون. ارتفع عدد السجناء بسرعة كبيرة. من فبراير إلى أغسطس 1915، ارتفع من 652,000 إلى 1,045,232. في أغسطس 1916، وصل إلى 1,625,000، وقفز إلى 2,415,000 بحلول أكتوبر 1918.

### أسرى الحرب في الدولة العثمانية

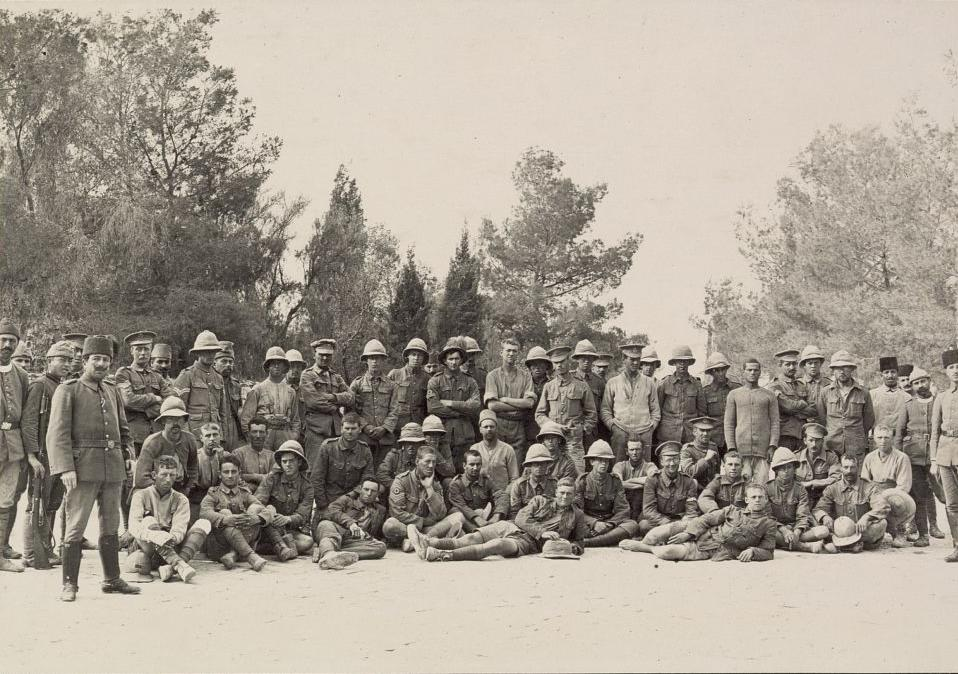
أسرى بريطانيون تحت حراسة القوات العثمانية بعد معركة غزة الأولى عام 1917

غالبًا ما كانت الإمبراطورية العثمانية تعامل أسرى الحرب معاملة سيئة.  أصبح حوالي 11,800 جندي من الإمبراطورية البريطانية، معظمهم من الهنود، سجناء بعد حصار الكوت في بلاد ما بين النهرين في أبريل 1916؛ وتوفي 4250 منهم في الأسر.  وعلى الرغم من أن العديد منهم كانوا في حالة سيئة عند أسرهم، فقد أجبرهم الضباط العثمانيون على السير 1,100 كيلومتر (684 ميل) إلى الأناضول. قال أحد الناجين: "لقد سُحِبنا كالوحوش؛ فالانسحاب كان موتًا." 

#### أسرى الحرب العثمانيون أثناء الاستيلاء على دمشق
في كوكب، انضم 7000 سجين آخرين نُقلوا من مجمع المزة، وكانوا في حالة يرثى لها. ماتوا في البداية بمعدل 70 سجينًا يوميًا، ثم تباطأ المعدل إلى 15 سجينًا يوميًا، بقيادة المقدم تي. جيه. تود، من فوج الفرسان الخفيف العاشر، الذي تولى الحراسة في 7 أكتوبر من سربين من فوج الفرسان الخفيف الرابع وسرب من فوج الفرسان الخفيف الحادي عشر بقيادة الرائد بيلي. وجد تود أن "الطعام كان سيئًا، ولم تكن هناك أي مؤن للطهي. لم تكن هناك أدوية أو ضمادات للمرضى والجرحى، وكان حوالي 3000 منهم بحاجة ماسة إلى رعاية طبية".
أمر تود بنقل أضعف الرجال إلى منازل في القرية، ووفر البطانيات والأطباء السوريين لعلاج المرضى، ونظم السجناء في مجموعات تحت إشراف ضباطهم، ووُضعت ترتيبات صحية. بدأ أربعة أطباء من بين السجناء الضباط العمل في المجمع، لكن لم يكن أي منهم يتحدث الإنجليزية. في اليوم الأول، دُفن 69 قتيلاً؛ وفي اليوم التالي 170. وفي 8 أكتوبر، استُقبلت خمسة طباخات عثمانية متنقلة وطُهي حساء للمرضى. كما أُقيمت أربعة أحواض مياه وأربع مضخات على طول النهر لأسرى الحرب. وطلبت التقارير اليومية المرسلة على وجه السرعة البطانيات والأدوية والمطهرات. وفي 9 أكتوبر، أُرسل 762 ضابطًا عثمانيًا و598 من الرتب الأخرى إلى المجمع بينما لم تكن هناك أي عمليات إجلاء إلى نهر الأردن. ووصل مترجمان في 10 أكتوبر، وعُيّن المقدم تود قائدًا لأسرى الحرب في منطقة دمشق. وبحلول اليوم التالي، أصبحت الحصص مُرضية إلى حد ما، ولكن كانت هناك حاجة ماسة إلى الأدوية والبطانيات والمطهرات. وبحلول 18 أكتوبر، تم إجلاء الدفعة الأولى من 1000 سجين براً، حيث تم تنظيمهم في مجموعات من 100 سجين مع ضباط الصف الخاصين بهم، وتبعهم آخرون. في 30 أكتوبر، أبلغت فرقة يعقوب عن استعدادها للمساعدة في قيادة فوج الخيالة الخفيفة العاشر الذي خرج في الساعة 15:30 إلى حمص.

### أسرى الحرب في سويسرا
خلال الحرب العالمية الأولى، استقبلت سويسرا 68,000 أسير حرب جريح من البريطانيين والفرنسيين والألمان للعلاج في منتجعات جبلية. وكان من شروط نقل الجرحى أن يكونوا مصابين بإعاقة تمنعهم من مواصلة خدمتهم العسكرية، أو أن يُحتجزوا لأكثر من 18 شهرًا مع تدهور صحتهم النفسية. نُقل الجرحى من معسكرات أسرى الحرب لعدم قدرتهم على استيعاب العدد الكبير منهم، فظلوا في سويسرا. وتم الاتفاق على عملية النقل بين القوى المتحاربة، ونظمها الصليب الأحمر. وفي المجمل، تم تبادل 219,000 أسير.

## أسرى الحرب الإيطاليون

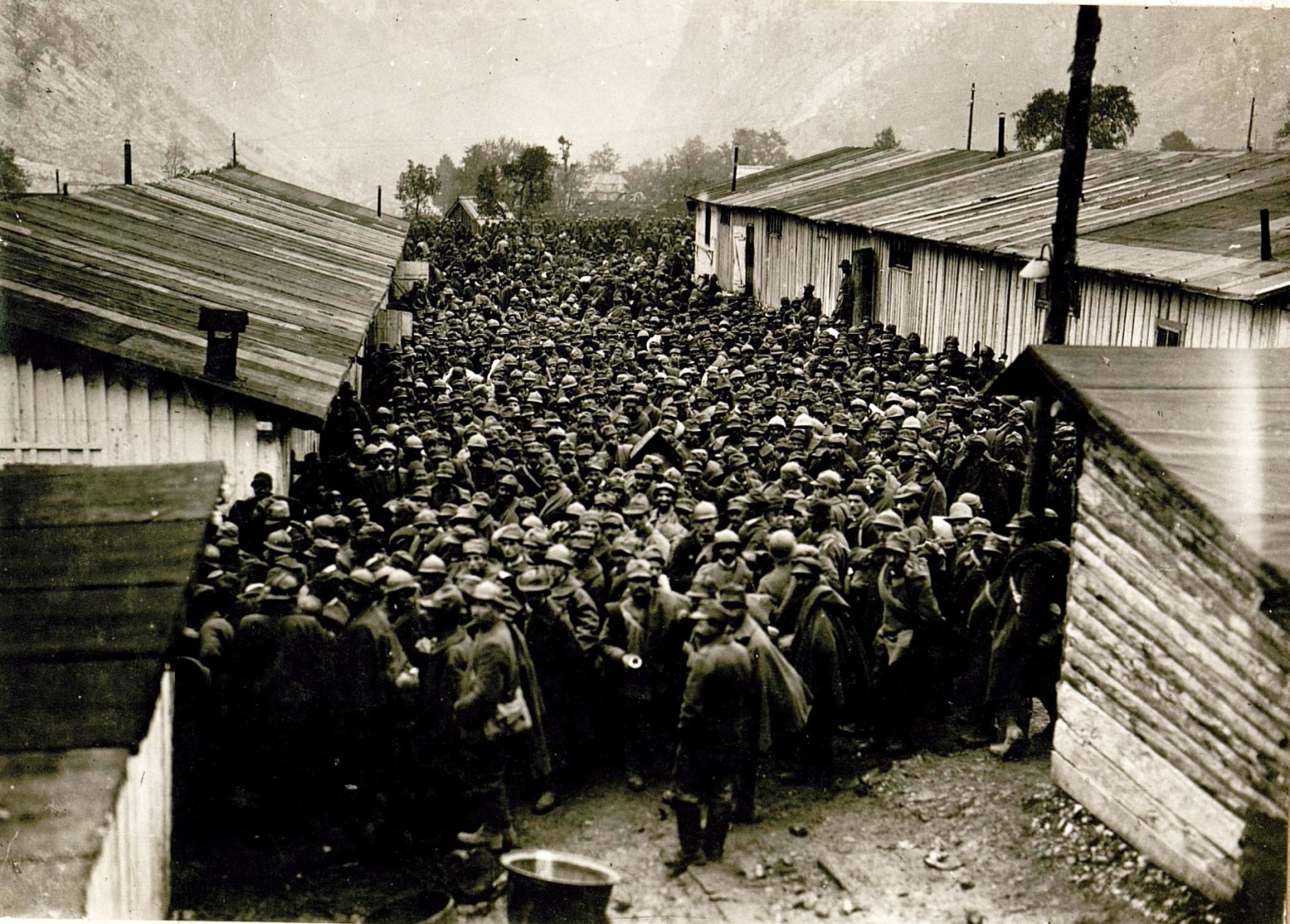
أسرى حرب إيطاليون في الحرب العالمية الأولى

أُسر حوالي 600,000 جندي إيطالي خلال الحرب العالمية الأولى، نصفهم تقريبًا في أعقاب كابوريتو. أُسر جندي إيطالي واحد تقريبًا من كل سبعة، وهو عدد أعلى بكثير من مثيله في الجيوش الأخرى على الجبهة الغربية. لم يعد حوالي 100,000 أسير حرب إيطالي إلى ديارهم، بعد أن عانوا من المشقة والجوع والبرد والمرض (وخاصةً السل). وبصورة فريدة من نوعها بين قوى الحلفاء، رفضت إيطاليا مساعدة أسراها، بل وعرقلت جهود عائلات الجنود لإرسال الطعام إليهم. ونتيجةً لذلك، كان معدل وفيات الأسرى الإيطاليين أسوأ بتسعة أضعاف من معدل وفيات أسرى الإمبراطورية النمساوية المجرية في إيطاليا.

## عودة الأسرى
نصت هدنة نوفمبر 1918 على إعادة أسرى الحلفاء إلى أوطانهم دون معاملة بالمثل. ويُعد هذا الافتقار إلى المعاملة بالمثل انتهاكًا للمادة 20 من اتفاقية لاهاي لعام 1899، التي تنص على أنه: "بعد إبرام السلام، يجب أن تتم إعادة أسرى الحرب إلى أوطانهم في أسرع وقت ممكن".  أُعيد الأسرى الإنجليز إلى أوطانهم في نوفمبر، وانتهت عودة الأسرى الفرنسيين في منتصف يناير 1919. واحتُجز الأسرى الألمان في فرنسا حتى بداية عام 1920. ولم يُفرج عنهم إلا بعد العديد من الاتصالات التي أجراها الصليب الأحمر مع المجلس الأعلى للحرب.  وقد نصت معاهدة بريست ليتوفسك على إطلاق سراح الأسرى النمساويين المجريين والألمان في روسيا، وكذلك الأسرى الروس في النمسا والمجر وألمانيا. كانت هذه العودة بطيئة للغاية (500 ألف نمساوي مجري من أصل مليونين) وأخرت الحرب الأهلية الروسية إعادة بعض السجناء من روسيا حتى عام 1922. كما أخرت ثورة أكتوبر والحرب الأهلية أيضًا عودة السجناء الروس من ألمانيا.  وظل السجناء الألمان محتجزين في روسيا حتى عام 1924. 

### فهرس
- Auriol, Jean-Claude (2002). Les barbelés des bannis.: La tragédie des prisonniers de guerre français en Allemagne pendant la Grande Guerre (بالفرنسية). Tirésias. ISBN:9782908527940.
- Bass، Gary Jonathan (2002). Stay the Hand of Vengeance: The Politics of War Crimes Tribunals. Princeton, New Jersey: Princeton University Press. ص. 424. ISBN:978-0-691-09278-2. OCLC:248021790.
- Blair، Dale (2005). No Quarter: Unlawful Killing and Surrender in the Australian War Experience, 1915–1918. Charnwood, Australia: Ginninderra Press. ISBN:978-1-74027-291-9. OCLC:62514621.
- Cook، Tim (2006). "The politics of surrender: Canadian soldiers and the killing of prisoners in the First World War". The Journal of Military History. ج. 70 ع. 3: 637–665. DOI:10.1353/jmh.2006.0158. S2CID:155051361.
- Ferguson، Niall (1999). The Pity of War. New York: Basic Books. ISBN:978-0-465-05711-5. OCLC:41124439.
- Foulkes، Imogen (30 مايو 2016). "Switzerland's forgotten role in saving World War One lives". بي بي سي نيوز. مؤرشف من الأصل في 2025-07-17. اطلع عليه بتاريخ 2020-05-02.
- Hinz, Uta (2006). Gefangen im Großen Krieg. Kriegsgefangenschaft in Deutschland 1914–1921 [Trapped in the Great War. Prisoner of war in Germany 1914–1921] (بالألمانية). Essen: Klartext Verlag. ISBN:3-89861-352-6.
- Cochet, François; Porte, Rémy (2008). Dictionnaire de la Grande guerre 1914-1918 [Dictionary of the Great War 1914-1918]. Bouquins (بالفرنسية). Paris: R. Laffont. ISBN:978-2-221-10722-5.
- Médard, Frédéric (2010). Les prisonniers en 1914-1918: acteurs méconnus de la Grande guerre [Prisoners in 1914-1918: Little-known actors of the Great War] (بالفرنسية). Saint-Cloud: Éd. Soteca 14-18. ISBN:978-2-916385-62-4.
- Morton، Desmond (1992). Silent Battle: Canadian Prisoners of War in Germany, 1914–1919. Toronto: Lester Publishing. ISBN:978-1-895555-17-2. OCLC:29565680.
- Oltmer, Jochen (2006). Kriegsgefangene im Europa des Ersten Weltkriegs [Prisoners of war in Europe during the First World War]. Krieg in der Geschichte (بالألمانية). Paderborn: F. Schöningh. ISBN:978-3-506-72927-9.
- Phillimore، George Grenville؛ Bellot، Hugh H.L. (1919). "Treatment of Prisoners of War". Transactions of the Grotius Society. ج. 5: 47–64. OCLC:43267276.
- Schiavon, Max (2011). L'Autriche-Hongrie dans la Première guerre mondiale: la fin d'un empire [Austria-Hungary in the First World War: the end of an empire]. Les nations dans la Grande guerre (بالفرنسية). Saint-Cloud: Éd. Soteca 14-18. ISBN:978-2-916385-59-4.
- Speed، Richard B III (1990). Prisoners, Diplomats and the Great War: A Study in the Diplomacy of Captivity. New York: Greenwood Press. ISBN:978-0-313-26729-1. OCLC:20694547.
- Sumpf, Alexandre (2014). La Grande guerre oubliée: Russie, 1914-1918 [The Great Forgotten War: Russia, 1914-1918] (بالفرنسية). Paris: Perrin. ISBN:978-2-262-04045-1.
- Wilkinson، Oliver (2017). British Prisoners of War in First World War Germany. Cambridge University Press. ISBN:9781107199422.